# Ультрамобильный ПК

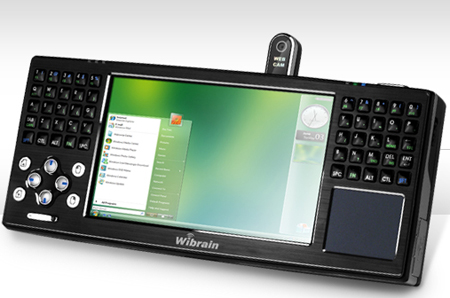
Wibrain B1 UMPC

Ultra-Mobile PC (UMPC), ранее известная под кодовым именем Origami Project — спецификация на мобильные компьютеры небольшого размера. Разрабатывалась компаниями Microsoft, Intel, Samsung и рядом других участников. Проект и прототипы устройств были впервые представлены в начале марта 2006 года на CeBIT.
Устройства UMPC — в своё новый тип мобильных компьютеров, нечто среднее между планшетным и карманным ПК. Это небольшое устройство, работающее на процессоре с низким потреблением Intel Pentium или VIA C7-M, на частоте около 1 ГГц. Концепция заключалась в совмещении преимуществ КПК, ноутбуков и планшетов, в итоге получился необычный гибрид.
При этом, данный тип устройств не стал популярным среди пользователей и оказался забыт. Некоторые общие наработки (концепция экрана и находящейся по бокам клавиатуры) послужили концептом, вдохновившем на создание современных игровых консолей. 

## Устройства
Первыми доступными устройствами UMPC стали:
AMtek T700 c ценой производителя 899 долл.;
Samsung Q1 с ценой производителя 1099 долл. На данное время есть три различные по комплектации модификации UMPC от Samsung: Q1, Q1B, Q1P;
ASUS R2H.
Устройство компании AMtek продаётся по всему миру под различными именами: в США — TabletKiosk eo v7110 и agopc ago7, в Европе — PaceBlade EasyBook P7 и it’s Label Origami, в Австралии — TabletKiosk eo V7110 и Pioneer DreamBook UMPC 700 и в Японии — как PBJ SmartCaddie.

## Примеры UMPC
- ASUS UMPC R50A — 5,6" (14,2 см)
- HTC X7500 — 5" матрица Samsung с разрешением VGA (133.1x97x20 мм)
- LG GW990 — 4,8-дюймовый сенсорный дисплей
- Sony P — экран 4.5 дюйма
- Samsung Q1 — экран 7.0 дюймов
- Samsung Q1U — экран 7.0 дюймов

### Ожидаемые устройства
Несколько UMPC-устройств были анонсированы, но до сих пор не вышли на рынок.
DualCor cPC, Mobits X17 были запланированы к выпуску в 2007 году.
Оба создателя процессоров для UMPC — Intel и VIA — работали над тем, чтобы к 2008 году предоставить процессоры и чипсеты, позволяющие создавать устройства, потребляющие в 10 раз меньше энергии, чем современные ноутбуки.
В мае 2007 года компания Intel анонсировала выход новой платформы Moorestown позиционируемой для UMPC и мобильных интернет-устройств (MID).
В январе 2010 года на IT-выставке CES 2010 был представлен аппарат LG GW990 — уникальный MID на новой энергоэффективной платформе Intel Moorestown.